# Wiktar Kuczynski
Wiktar Francawicz Kuczynski (biał. Віктар Францавіч Кучынскі, ros. Виктор Францевич Кучинский, Wiktor Francewicz Kuczinski; ur. 2 lipca 1958 w Zabrodziu w rejonie żytkowickim) – białoruski polityk, wieloletni parlamentarzysta (1990–2008), bliski współpracownik Alaksandra Łukaszenki. 

## Życiorys
Ukończył naukę w Wyższej Szkole Wojskowo-Politycznej w Kurgańsku oraz prawo i historię na Białoruskim Uniwersytecie Państwowym. Uzyskał dyplom w Akademii Zarządzania przy Prezydencie Republiki Białorusi. W młodości pracował jako elektromonter w Kobryniu. W 1990 został wybrany deputowanym do Rady Najwyższej Białoruskiej SRR.
W 1995 roku pełnił funkcję asystenta Prezydenta Republiki Białorusi do zadań specjalnych.
W pierwszej turze wyborów parlamentarnych 14 maja 1995 roku został wybrany na deputowanego do Rady Najwyższej Republiki Białorusi XIII kadencji z Kobryńskiego Okręgu Wyborczego Nr 23. 9 stycznia 1996 roku został zaprzysiężony na deputowanego. Był bezpartyjny, nie należał do żadnej z frakcji deputackich. Od 3 czerwca był członkiem grupy roboczej Rady Najwyższej ds. współpracy z parlamentem Republiki Francuskiej. Poparł dokonaną przez prezydenta Alaksandra Łukaszenkę kontrowersyjną i częściowo nieuznaną międzynarodowo zmianę konstytucji. 27 listopada 1996 roku przestał uczestniczyć w pracach Rady Najwyższej i wszedł w skład utworzonej przez prezydenta Izby Reprezentantów Zgromadzenia Narodowego Republiki Białorusi I kadencji. Zgodnie z Konstytucją Białorusi z 1994 roku jego mandat deputowanego do Rady Najwyższej zakończył się 9 stycznia 2001 roku; kolejne wybory do tego organu jednak nigdy się nie odbyły.
Mandat sprawował również w II i III kadencji (1996–2008). Blisko związany z prezydentem Łukaszenką, był jego osobistym doradcą. Do historii przeszło stwierdzenie Kuczyńskiego, że „jest gotów bronić prezydenta nawet przy pomocy miotacza granatów”. Od 1997 do 2001 roku stał na czele Departamentu Pomocy Humanitarnej Republiki Białorusi. 
Słynie z wypowiedzi o charakterze ksenofobicznym i homofobicznym. W grudniu 2005 r. przedstawił pomysł powołania specjalnych oddziałów złożonych z byłych oficerów armii, które miałyby za zadanie wyłapywać cudzoziemców podejrzanych o handel ludźmi. Jak się wyraził, w rejonie kobryńskim jest za dużo Czeczenów, Azerów i ludzi innych kaukaskich narodowości. U nas ich więcej nie będzie, pojadą do domu w swoje Himalaje. A teraz oni, jak prusaki, włażą we wszystkie szczeliny. Za tę wypowiedź ostro skrytykowała go deputowana Wolha Abramawa. Opowiada się za karalnością kontaktów homoseksualnych. W 2006 roku zaproponował, by rozstrzeliwać cudzoziemców przemycających narkotyki na Białoruś, a jej obywateli skazywać na karę dożywocia za ich posiadanie.
W wyborach parlamentarnych 2008 roku kandydował ponownie w okręgu Kobryń, jednak przegrał z oficjalnym kandydatem władzy Alaksandrem Zazulą, zdobywając 28,2% głosów.
Odznaczony orderem „Za odwagę osobistą”, osobistą bronią, rosyjskim Orderem Sergiusza Radoneżskiego III klasy, Gramotą Pochwalną Zgromadzenia Narodowego Republiki Białorusi.
Jest żonaty i ma syna. Posiada stopień podpułkownika. W 1995 roku mieszkał w Mińsku.